# Tønsberg
Tønsberg è un comune e una città della Norvegia situata nella contea di Vestfold, nella zona sudorientale del paese.

## Geografia fisica
Il territorio comunale si affaccia sul Fiordo di Oslo e comprende la costa tra il centro abitato di Åsgårdstrand e l'estremo settentrionale dell'isola di Nøtterøy. Confina a nord con il comune di Holmestrand, a est con quello di Horten, a sud coi comuni di Færder e Sandefjord e a ovest con quello di Larvik.
All'interno del territorio comunale si trovano cinque riserve naturali che tutelano foreste o aree umide.
Il centro abitato principale è la città di Tønsberg che con oltre 52 000 abitanti è una delle principali città del paese. In generale il comune è densamente popolato e con popolazione in crescita.

## Storia
Tønsberg è una delle più antiche città della Norvegia, citata da Snorri Sturluson nella Saga di Harald Hárfagri prima della Battaglia di Hafrsfjord che gli storici collocano nel 872 d.C. Su questa base la fondazione della città è stata collocata nell'871.
Ritrovamenti archeologici del 2011 sono stati datati al X secolo, la prima menzione in testi in lingua inglese risale al 1135 da parte dello storico Orderico Vitale.
In epoca medievale la cittadina fiorì, nel 1201 vi fu l'assedio da parte del re Sverre I di Norvegia e della fazione dei Bagler, in epoca più tarda fu una delle tre città anseatiche norvegesi insieme a Bergen e Oslo.
Nel XIII secolo Haakon Haakonson costruì qui il suo castello, la fortezza di Tønsberg. La città venne poi distrutta da un incendio nel 1536 rimanendo però uno dei più importanti porti norvegesi.

### Simboli

Stemma di Tønsberg fino al 2020

Fino al 2020 il comune utilizzava come stemma la riproduzione di un sigillo del XIII secolo dove era raffigurata la fortezza sulla collina Slottsfjellet e un'imbarcazione navigante sulle onde.
È anche città natale dello scacchista Magnus Carlsen (campione mondiale fino al 2023), lo scacchista con il più alto punteggio ELO e FIDE nella storia e ampiamente conosciuto in tutto il mondo.

## Monumenti e luoghi d'interesse
- La Cattedrale di Tønsberg, costruita nel 1859 in stile gotico e sede della diocesi di Tunsberg per la chiesa di Norvegia.

Vi si trovano inoltre le rovine della fortezza, la chiesa di San Michele, il castello e il Vestfold Museum. 
Nel 1904, in una fattoria nei pressi della città, fu ritrovata una nave vichinga, la nave di Oseberg ora ospitata presso il museo delle navi vichinghe di Oslo. Una copia esatta della nave è ancorata nel porto della città.
Nell'area del monte Slottsfjell, compreso nel parco omonimo, si trovano le rovine dell'antica fortezza del XIII secolo. Nello Slottsfjell Museum e nella torre Slottsfjell situata poco distante sono allestite mostre sulla storia della città.

## Economia
Tønsberg è un importante centro portuale, vi si trovano industrie metallurgiche, cantieri navali, cartiere industrie del pellame e birrerie. 

## Amministrazione

### Gemellaggi
- Linköping
- Ravenna

## Riferimenti nell'arte
La città compare come uno dei collegamenti tra i film Marvel nelle scene di Iron Man 2 (dove è menzionata come località sotto osservazione da parte dello S.H.I.E.L.D.), Thor, Captain America - Il primo Vendicatore, Thor: Ragnarok, Avengers: Endgame e Thor: Love and Thunder. La scena di Captain America viene ripresa anche in un episodio di What if...?